# Marçà-Giné

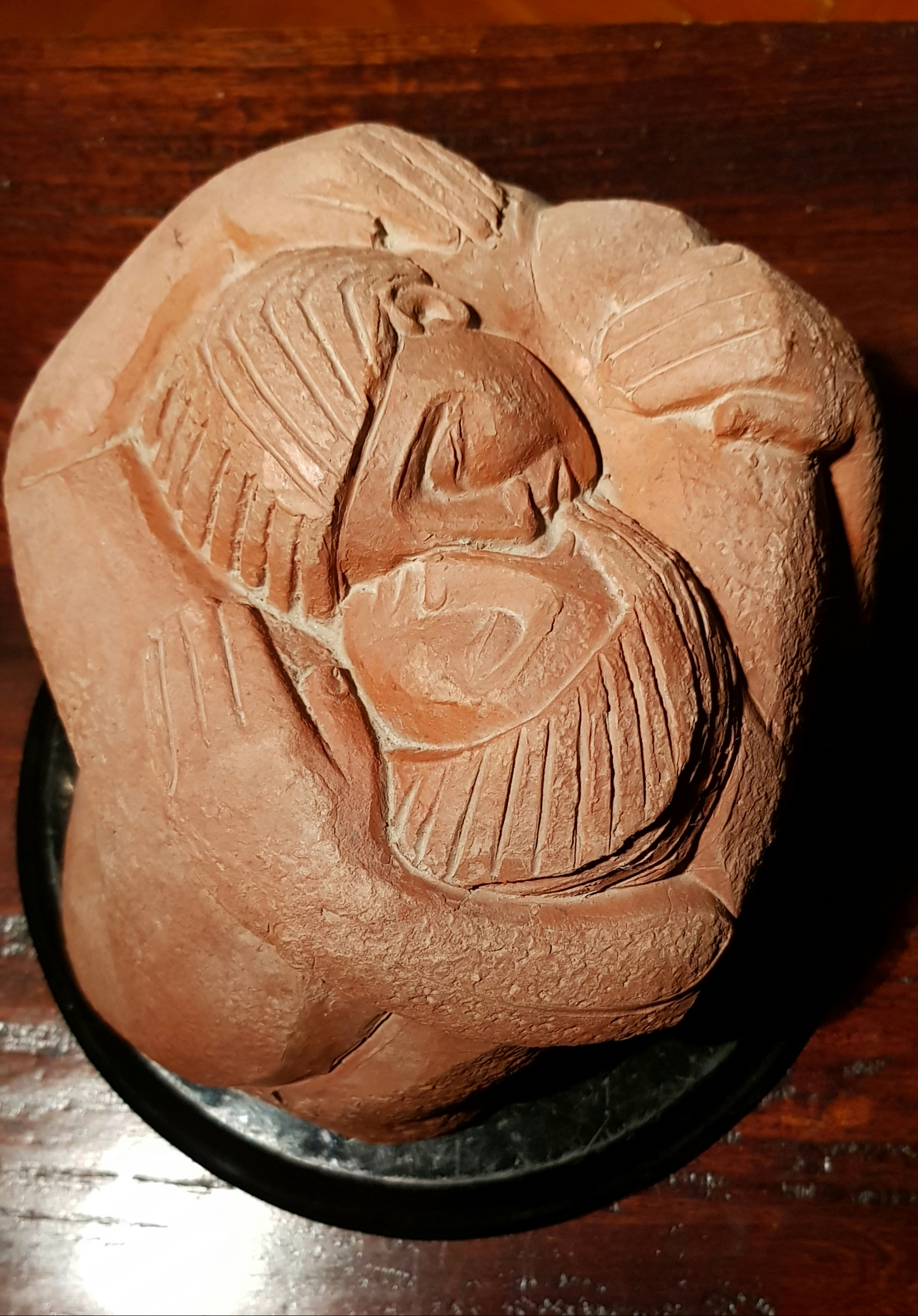
Escultura en fang de 20 x 20 cm.

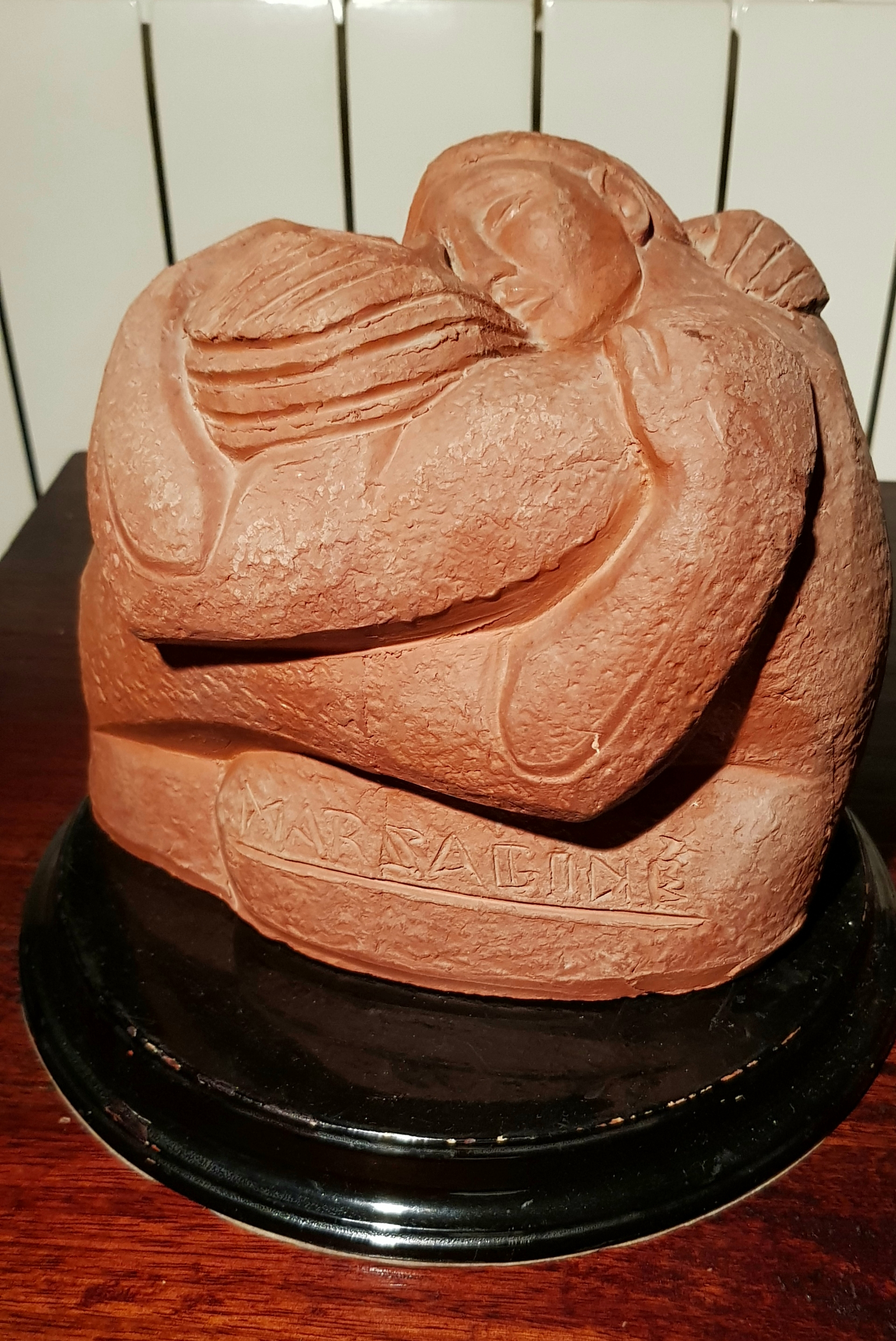
Obra de Marcà-Ginè de 1970.

Marcel·lí Giner i Folch (Marçà, Priorat, 4 de desembre de 1918 - 13 de novembre de 2006), fou un escultor, dibuixant, i ceramista català, d'ideologia llibertària, conegut artísticament com a Marçà-Giné, Marsaginer, Marçaginer o Marçà-Giner.

## Biografia
Després d'haver viscut sempre a Marçà, quan tenia 29 anys va decidir de traslladar-se a Barcelona per dedicar-se plenament a l'art. En plena postguerra, va començar els seus estudis d'escultura a l'Escola de Belles Arts de Barcelona, on tingué com a mestre en Llucià Oslé, escultor afecte al naturalisme, amb una obra sòlida i llarga experiència. Després dels cursos d'escultura, Marçà-Giné seguí estudis de ceràmica a l'Escola Industrial.
A partir del 1948 es presentà amb certa regularitat a concursos. El 1951, el jurat del Premi Julio Antonio de la Diputació de Tarragona (en el qual també figuraven el crític d'art de "Destino" Joan Cortès i l'escultor Lluís Saumells) li atorgà la medalla per la talla en pedra "Cap de nen".
Els anys 1952 i 1953 va ser premiat a l'Exposició Nacional d'Art Universitari de Madrid. El 1953 també va rebre un tercer premi al Concurs Provincial del Centre de lectura de Reus, amb l'obra "Segadora". El 1955 participà amb tres obres a la III Biennal Hispano Americana. En aquest temps gaudí d'una beca del col·legi major Fra Juníper Serra. El 1954 guanyà una menció honorífica al mateix concurs per "Maternitat".
Més tard, el 1974, decebut de la ciutat, va tornar al seu poble, on s'instal·là al casalot de la Miloquera, i va passar els últims dies de la seva vida a Marçà, poble al qual va donar la majoria de la seva obra, que es pot visitar al Museu Municipal de la població, que té la seu en una casa que li pertanyia juntament amb la seva dona, la també escultora Lula Perez, de nacionalitat filipina. El Museu rep el nom de Lula Pérez-Marsaginé.

## Estil artístic
Durant el període de formació, Marçà-Giné treballà intensament dues disciplines de l'ofici d'escultor: l'anatomia i la realització en terracota, i a ambdues degué el seu llenguatge segur, clar i àgil. Tenia un convincent domini de l'anatomia, i un discurs humanista fàcil de captar. Una de les seves característiques més singular, sorprenent i suggestiva era la utilització que feia del fang cuit.
La pràctica de fang cuit (ràpida i barata, en comparació amb les matèries dures) li va permetre ser independent de qualsevol patronatge, un dels seu trets més singulars, sorprenents i suggestius. A aquests dots, s'hi afegia el de l'observador de la matèria en brut. Les seves peces (regularment de petit format), que anomenava "troballes", són ocurrències on s'endevinen, a parts iguals, l'agudesa i la improvistzació.